# كارل فريدريك شميت
كارل فريدريك شميت (بالألمانية: Carl Friedrich Schmidt)‏ هو عالم نبات ألماني، ولد في 1811 في شتشين في بولندا، وتوفي في 1890 في برلين في ألمانيا.